# エリック・ハインリッヒス
アクセル・エリック・ハインリッヒス（Axel Erik Heinrichs, 1890年7月21日 - 1965年11月16日）は、フィンランドの軍人。

## ドイツでの軍歴
1915年よりフィンランド国防軍に入隊。
当時フィンランド国防軍は、ドイツで最新の軍事訓練や、第一次世界大戦で実戦経験を積ませるイェーガーと呼ばれる部隊を有していた。
ハインリッヒスもイェーガーとしてドイツに渡って軍歴を積み、第27猟兵大隊の一員として東部戦線やベルギー・リエージュの戦いなどに参加した。

## フィンランドでの軍歴
第一次世界大戦末期にフィンランドが独立を果たし、親ソ派の赤衛軍と親独派の白衛軍による内戦が勃発すると、ハインリッヒスは帰国して白衛軍につき、タンペレ方面での戦いにおいて大隊を指揮した。
1939年に第一次芬ソ戦争（冬戦争）が勃発すると、最前線の一つであるカレリア地峡にてフィンランド国防軍第3軍を指揮、冬戦争終結後の1940年6月に歩兵大将に就任、1941年1月には参謀総長に就任する。

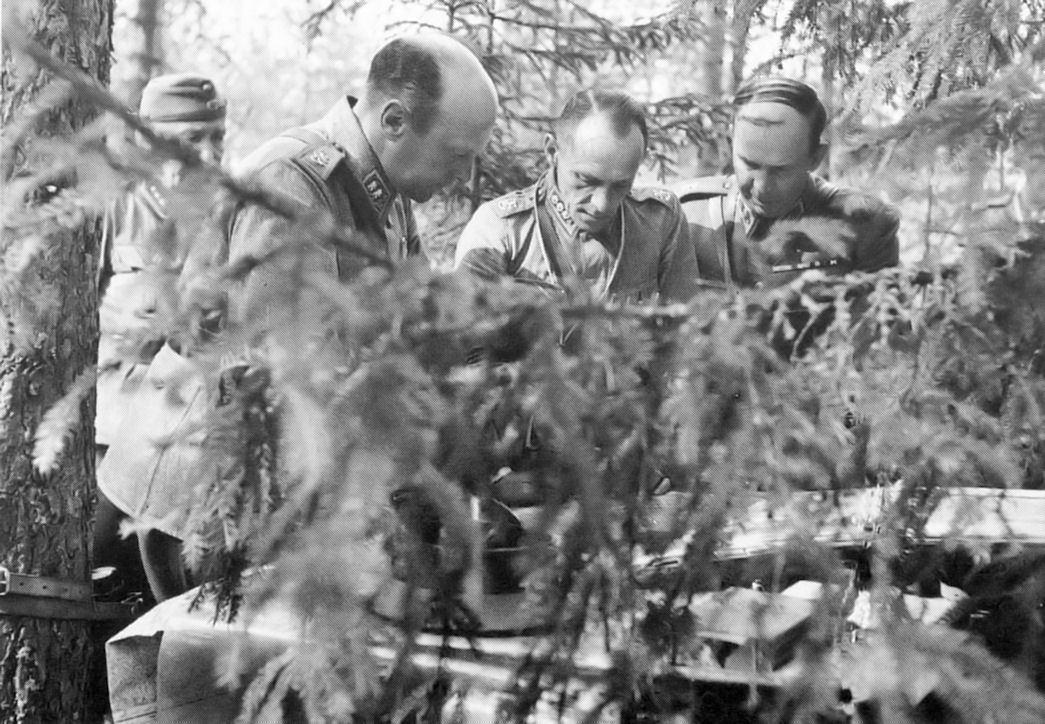
1941年カレリアで指揮を執るハインリッヒス(左から二番目)

1941年6月に第二次芬ソ戦争（継続戦争）が勃発すると、1942年にソ連によるフィンランド完全占領が達成された場合に備えて一部の共産主義者に対して武器を横流し、隠匿していた事件への関与が疑われて参謀総長を辞任する。
しかし1944年8月にフィンランド国防軍元帥マンネルヘイムがリュティの後を継ぎ大統領になると、代わってフィンランド国防軍総司令官となり、継続戦争の後始末やその後のラップランド戦争で指揮を執り、第二次世界大戦が終結した1945年に軍歴を終える。
1944年にマンネルハイム十字章を授与された。またドイツからは騎士鉄十字章も授与されている。

## 人物

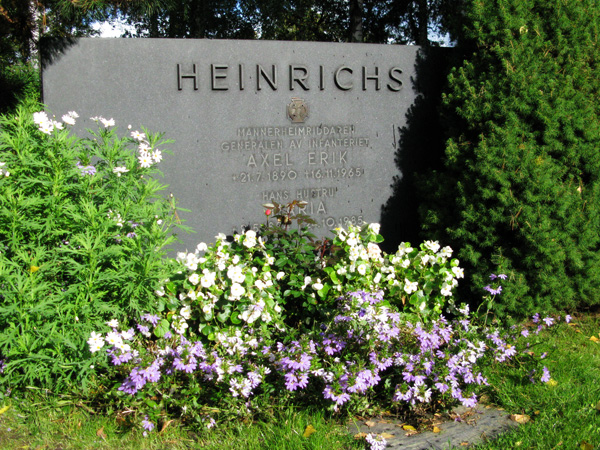
ヘルシンキ・ブレンデー墓地にあるハインリッヒスの墓碑

マンネルヘイムからの信頼が厚い人物であり、1947年頃からポルトガルで静養していたマンネルヘイムの自伝の製作を手伝った。
マンネルヘイムは、各地の指揮官に対し、些細な出来事も逐一報告することを義務としていたが、ハインリッヒスに対してのみこの義務を与えていない。